# Bothriechis bicolor
Bothriechis bicolor är en ormart som beskrevs av Bocourt 1868. Bothriechis bicolor ingår i släktet Bothriechis och familjen huggormar. IUCN kategoriserar arten globalt som livskraftig. Inga underarter finns listade.
Arten förekommer i bergstrakter i södra Mexiko, Guatemala och norra Honduras. Honor lägger inga ägg utan föder levande ungar.